# ۸۹۱ (قمری)
۸۹۱ (قمری)، هشتصد و نود و یکمین سال در گاهشماری هجری قمری است. اول محرم این سال برابر با شانزدهم ژانویه سال ۱۴۸۶ میلادی است.